# Пјове ди Сако
Пјове ди Сако (итал. Piove di Sacco) је насеље у Италији у округу Падова, региону Венето.
Према процени из 2011. у насељу је живело 13287 становника. Насеље се налази на надморској висини од 5 м.

## Становништво
Према резултатима пописа становништва 2011. у општини је живело 19.067 становника.
| 1931.  | 1936.  | 1951.  | 1961.  | 1971.  | 1981.  | 1991.  | 2001.  | 2011.  |
| ------ | ------ | ------ | ------ | ------ | ------ | ------ | ------ | ------ |
| 14.514 | 15.272 | 16.140 | 14.349 | 15.782 | 16.947 | 17.353 | 17.517 | 19.067 |